# Rostislav Malena
Rostislav Malena (* 19. července 1977, Kladno) je český hokejový obránce, který v sezóně 2011/2012 působí v Jihlavě s tím,že formou střídavých startů pomáhá Plzni.
V předešlé části kariéry hrál za následující kluby: PSG Zlín (začátek kariéry), SK Horácká Slavia Třebíč, HC Vítkovice Steel, Rytíři Kladno, HC Kometa Brno.

## Kluby podle sezón
- 1998/1999 – PSG Zlín
- 1999/2000 – PSG Zlín, SK Horácká Slavia Třebíč
- 2000/2001 – PSG Zlín
- 2001/2002 – PSG Zlín
- 2002/2003 – HC Vítkovice Steel, HC Dukla Jihlava
- 2003/2004 – Rytíři Kladno, HC Dukla Jihlava
- 2004/2005 – HC Dukla Jihlava
- 2005/2006 – HC Dukla Jihlava
- 2006/2007 – HC Kometa Brno, SK Horácká Slavia Třebíč
- 2007/2008 – HC Kometa Brno, SK Horácká Slavia Třebíč
- 2008/2009 – HC Dukla Jihlava
- 2009/2010 – HC Plzeň 1929, HC Dukla Jihlava
- 2010/2011 – HC Dukla Jihlava
- 2011/2012 – HC Plzeň 1929, HC Dukla Jihlava